# Râul Hatia
Râul Hatia este un curs de apă, afluent al râului Moldova. 